# Сокол (гора)
Со́кол или Куш-Кая́ (укр. Сокіл, Куш-Кая, крымскотат. Quş qaya, Къуш къая) — скальный массив вблизи посёлка Новый Свет и города Судак в Крыму.

## Описание
Массив ограничивает восточную часть посёлка Новый Свет, непосредственно примыкая к берегу моря. По южному склону массива проложена дорога из Судака в Новый Свет, единственная дорога, связывающая этот посёлок с внешним миром. Представляет собой крупнейший в окрестностях Судака рифовый массив мощностью до 300—350 м, состоящий из остатков ископаемых организмов, таких как кораллы, губки, мшанки и выделявшие известь водоросли. Образовался 130—150 млн лет назад. В пористом рифе, постоянно промываемом водой, растворялся и затем отлагался в пустотах углекислый кальций скелетов рифостроителей, что приводило к упрочнению кораллово-водорослевой постройки. Поэтому ископаемый риф состоит не из рыхлых остатков кораллов и водорослей, а преобразован в крепкий мраморизованный известняк.
Над ущельем Шайтан-Дере скала-останец Чертов палец.
Название Куш-Кая переводится с крымскотатарского как «птичья скала» (quş — птица, qaya — скала). Действительно, в районе самой скалы и в близлежащих окрестностях водится около десятка различных видов хищных птиц — орлы, соколы, коршуны, скопы, ястребы, совы и другие.

## Скалолазание и горный туризм
В 1927 году на гору вместе с женой и друзьями поднялся М. А. Булгаков.
На Соколе проложено множество альпинистских маршрутов от 1-й до 6-й категории сложности. Проводились сборы команд по скалолазанию, с 2008 года и по настоящее время тут проходит часть программы ветеранских соревнований «Чемпионат ветеранов скалолазания и альпинизма СССР».
Если обращённая к морю часть горы доступна восходителям только со специальной подготовкой и снаряжением, то с северной стороны есть два пешеходных маршрута. Тем не менее подъём по ним также сопряжён с риском. При выходе на гору необходимо зарегистрироваться в контрольно-спасательной службе.